# Zatîșanska, Babanka
Zatîșanska (în ucraineană Затишанська) este o comună în raionul Babanka, regiunea Cerkasî, Ucraina, formată numai din satul de reședință.

## Demografie
Componența lingvistică a comunei Zatîșanska
     Ucraineană (98,47%)
     Rusă (1,22%)
     Alte limbi (0,3%)
Conform recensământului din 2001, majoritatea populației comunei Zatîșanska era vorbitoare de ucraineană (98,47%), existând în minoritate și vorbitori de rusă (1,22%).